# The Trouble with Dick
Pour plus de détails, voir Fiche technique et Distribution.
The Trouble with Dick est un film américain réalisé par Gary Walkow, sorti en 1986.

## Synopsis
Dick Kendred, un auteur de science-fiction, est harcelé par son éditeur qui veut qu'il ajoute des scènes de sexe dans son roman.

## Fiche technique
- Titre : The Trouble with Dick
- Réalisation : Gary Walkow
- Scénario : Paul Freedman et Gary Walkow
- Musique : Roger Bourland
- Photographie : Daryl Studebaker
- Montage : G.A. Walkowishky
- Production : Gary Walkow
- Société de production : Frolix
- Pays :  États-Unis
- Genre : Comédie et science-fiction
- Durée : 86 minutes
- Dates de sortie : 
  -  Italie : octobre 1986 (MIFED)

## Distribution
- Tom Villard : Dick Kendred
- Susan Dey : Diane
- Elaine Giftos : Sheila
- Elizabeth Gorcey : Haley
- David Clennon : Lars
- Marianne Muellerleile : Betty Ball
- Johnna Johnson : Lottie
- Jack Carter : Samsa
- Jim Stahl : Tom Paine

## Distinctions
Le film reçoit ex aequo le Grand prix du jury au Festival du film de Sundance 1987.